# L'Étoile, Somme

L'Étoile este o comună în departamentul Somme, Franța. În 1 ianuarie 2022 avea o populație de 1.142 de locuitori.